# Ragazzo mio
Ragazzo mio è una canzone scritta dal cantautore Luigi Tenco,  il brano, con l'arrangiamento di Giampiero Boneschi, fu inciso per la Jolly nell'aprile 1964 come Lato A nel 45 giri Ragazzo mio/No, non è vero. L'anno successivo fu inserito nell'LP Luigi Tenco.

## Testo e significato
La canzone è una sorta di profetica epistola indirizzata ad un immaginario erede. oppure un testamento spirituale e manifesto del proprio idealismo che contiene un invito a non distruggere i propri sogni abbandonando i propri ideali ed eludendo le proprie responsabilità.
Nel febbraio 2013 era stato pubblicato un libro dove si rivela che la canzone era stata dedicata al giovane Alessandro, figlio di Roy Grassi, amico di Tenco.

## Altre versioni
- 1971, Nicola Di Bari nel suo LP Nicola Di Bari canta Luigi Tenco
- 1984, Loredana Bertè con arrangiamento di Ivano Fossati nell'album Savoir faire
- 2008, Mango nel suo album Acchiappanuvole (titolo dell'album ispirato al termine contenuto nel testo della canzone di Tenco).
- 2010, Tiziana Ghiglioni nel suo album Non sono io. (Musiche di Luigi Tenco)
- 2020, Ginevra Di Marco nell'album Quello che conta - Ginevra canta Luigi Tenco
- 2024, Loredana Bertè con Venerus nella "Serata Cover" del Festival di Sanremo 2024.